# Гретна (Вирџинија)
Гретна (Вирџинија) (енгл. Gretna) град је у америчкој савезној држави Вирџинија. По попису становништва из 2010. у њему је живело 1.267 становника.

## Демографија
Према попису становништва из 2010. у граду је живело 1.267 становника, што је 10 (0,8%) становника више него 2000. године.
| Група             | 2000.       | 2010.       |
| Белци             | 759 (60,4%) | 770 (60,8%) |
| Афроамериканци    | 489 (38,9%) | 467 (36,9%) |
| Азијати           | 1 (0,1%)    | 6 (0,5%)    |
| Хиспаноамериканци | 5 (0,4%)    | 9 (0,7%)    |
| Укупно            | 1.257       | 1.267       |